# سرو سیمین
سرو سیمین یا سرو نقره‌ای یا سرو آریزونا با نام علمی Cupressus arizonica Greene بومی ایالت آریزونا و کالیفرنیاست، برگهای فلسی به رنگ سبز-آبی یا خاکستری دارد، تاج گیاه موزون و مخروطی و میوه آن مخروط کروی به رنگ قهوه‌ای است. ریشه‌های جانبی و گسترده سطحی دارد. حداکثر بلندی آن ۱۵–۱۰ متر و گستردگی آن ۵–۳ متر است ولی با عمل هرس می‌توان اندازه آن را در حد مورد نظر نگهداشت شاخ و برگ و میوه آن معطر است و به ویژه بعد از هرس و آبیاری عطر خوشی در محیط پخش می‌کند.
سرو سیمین یکی از مخروطیان مقاوم به خشکی خاک و آبیاری کم است و به نوسانات دما و هوای گرم و خشک تابستان مقاوم است.
برای کاشت دانه سرو سیمین، آنها را باید حداقل تا یک ماه تیمار سرمایی کرد.